# Teatro Massimo Bellini
Teatro Massimo Bellini es el teatro de ópera de Catania en Sicilia, Italia, nombrado Bellini en honor al compositor nativo de esa ciudad Vincenzo Bellini y para diferenciarlo del Teatro Massimo de Palermo en Sicilia. Fue inaugurado el 31 de mayo de 1890 con la ópera Norma, obra maestra de Bellini.

## Historia
La idea de un gran teatro de ópera nació en 1693 después de que la ciudad fuera arrasada por un terremoto. En 1812 se colocó la piedra fundamental a cargo del arquitecto Salvatore Zahra Buda. Carencia de fondos y problemas burocráticos postergaron su construcción y en su lugar se edificó el "Teatro Provisional Municipal", abierto en 1822 y destruido en durante la Segunda Guerra Mundial.
En cambio el Teatro Nuovaluce parcialmente construido en 1865 fue destinado a la tarea del arquitecto Carlo Sada en 1870
y completado para estreanrse en mayo de 1890. En barroco siciliano, la herradura tiene 4 niveles de palcos y la cúpula muestra frescos describiendo las óperas de Bellini.
Para el centenario de Bellini se produjo Norma con Gina Cigna y para el 150 aniversario del natalicio del compositor en 1951 se presentó Norma con Maria Callas, la más famosa Norma del siglo XX, que repitió el éxito en 1952. Era el teatro favorito del tenor Beniamino Gigli. Allí cantaron y dirigieron Gino Marinuzzi, Vittorio Gui, Antonio Guarnieri, Georg Solti, Lorin Maazel, Riccardo Muti, Giuseppe Sinopoli, Toti Dal Monte, Renata Tebaldi, Montserrat Caballé, Renata Scotto, Mirella Freni, Tito Schipa, Franco Corelli, Luciano Pavarotti, Aureliano Pertile, Mario Del Monaco, Tito Gobbi, y Leo Nucci entre otros.
El teatro se ha especializado en la presentación y exhumación de las óperas más conocidas y las más raras de Bellini, desde Norma, I Puritani, La sonámbula, I Capuleti e i Montecchi a Beatrice di Tenda en 1970 con Raina Kabaivanska y La Straniera y Zaira en 1975 con Renata Scotto.
En 2001 para el bicentenario de Bellini se llevaron a cabo tareas de renovación.